# Ватикано-казахстанские отношения
Ватикано-казахстанские отношения — двусторонние дипломатические отношения между Республикой Казахстан и Ватиканом. Страны установили дипломатические отношения в 1992 году. У Ватикана есть нунциатура в Астане.

## История
Ватикан и Казахстан установили дипломатические отношения 17 октября 1992 года.
24 сентября 1998 года состоялся первый официальный визит президента Казахстана Нурсултана Назарбаева, во время которого было подписано Соглашение между Республикой Казахстан и Святым Престолом о взаимоотношениях. Казахстан стал первым государством Центральной Азии, подписавшим с Ватиканом соглашение о взаимодействии.

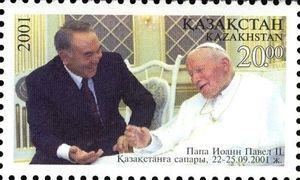
Почтовая марка Казахстана, посвящённая визиту папы римского Иоанна Павла II в Казахстан

22-23 сентября 2001 года состоялся апостольский визит папы римского Иоанна Павла II в Казахстан. Понтифик встретился с президентом Казахстана Нурсултаном Назарбаевым, молодёжью Казахстана, деятелями культуры и искусства. Главным событием визита стала католическая месса под открытым небом на площади у мемориала защитников отечества.
В 2001 году открылась Апостольская нунциатура в Казахстане в Астане.
6 февраля 2003 года в рамках официального визита президента Казахстана Нурсултана Назарбаева в Италию, состоялся его визит в Ватикан, где он провёл встречи с папой Иоанном Павлом II и государственным секретарём Ватикана Анджело Содано.
6 ноября 2009 года состоялся официальный визит президента Казахстана Нурсултана Назарбаева в Ватикан, в ходе которого состоялись его встречи с папой римским Бенедиктом XVI и государственным секретарём Ватикана кардиналом Тарчизио Бертоне.

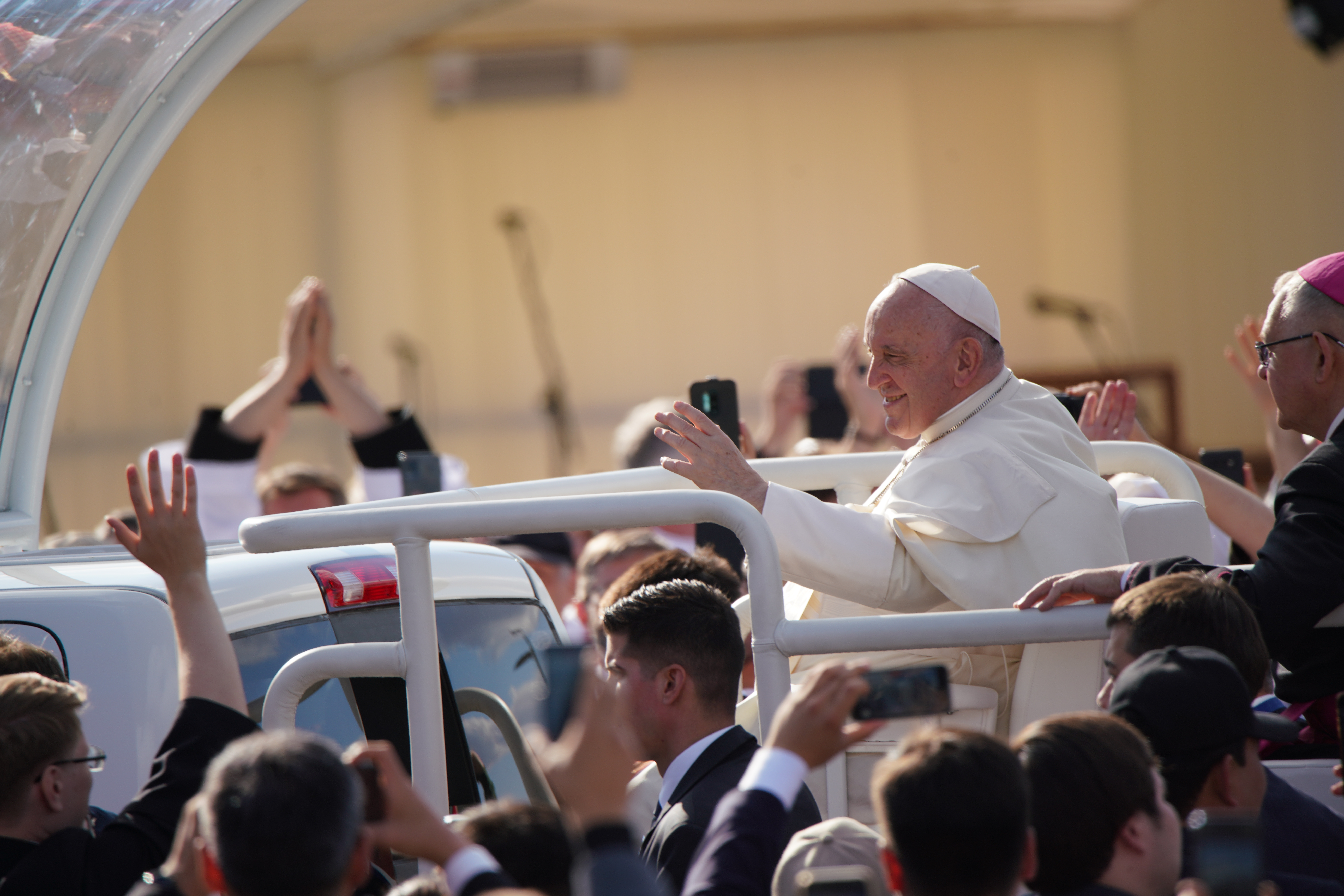
Визит папы римского Франциска в Казахстан в 2022 году

13—15 сентября 2022 года состоялся апостольский визит папы римского Франциска. В рамках визита Франциск принял участие в VII съезде мировых и традиционных религий и совершил святую мессу в Нур-Султане.